# Praia do Canto (Balneário Camboriú)
A Praia do Canto é uma praia localizada na cidade de Balneário Camboriú, no estado brasileiro de Santa Catarina. Localizada ao lado da Praia do Buraco, é pouco habitada e frequentemente é utilizada por pescadores. O acesso à Praia do Canto é realizado por meio de um deck de madeira. A praia possui uma extensão de apenas 50 metros.